# Láhko nationalpark
Láhko nationalpark er en norsk nationalpark som ligger i et område med alpin karst i Nordland fylke i Norge. Parken blev oprettet i 2012, for «at bevare et stort naturområde som indeholder en særegen naturmangfoldighed med særlig vægt på landskab, naturtyper, arter og geologiske forekomster som er uden større naturindgreb.» . Den dækker et område på 188 km2.
Nationalparken ligger i kommunerne Beiarn, Gildeskål og Meløy. Den støder ved Nordre Glomvassfjellet op til Saltfjellet-Svartisen nationalpark i syd. Det meste af parken ligger over trægrænsen, og de laveste punkter ligger 330 moh. Arbejdet med værneplan for Sundsfjordfjellet startede i foråret2008, og 1. december 2010 udsendte Fylkesmannen anbefaling om oprettelse af en nationalpark i området.
Parken beskytter det største sammenhængende område af alpin karst i Norge. Parken har samiske kulturminder og Saltfjellet rensdyrgræsningsområde indgår i parken. Nationalparken omkranses af store vandkraftmagasiner, mens arealerne i nationalparken har få tekniske indgreb.
Navnet Láhko er lulesamisk og betyder «høytliggende, vidstrakt vidde»